# .mm
A .mm Mianmar internetes legfelső szintű tartomány kódja, melyet 1997-ben hoztak létre. Karbantartásáért a helyi kommunikációs minisztérium a felelős. Az ottlakók csak ezeket az oldalakat tudják megnézni, kifelé le van blokkolva az egész hálózat.

## Második szintű tartománykódok
- net.mm
- com.mm
- edu.mm
- org.mm
- gov.mm